# Caidian
Caidian (chiń. upr. 蔡甸区; chiń. trad. 蔡甸區; pinyin Càidiàn Qū) – dzielnica w południowo-zachodniej części miasta Wuhan w prowincji Hubei w Chińskiej Republice Ludowej. Według danych z 2011 roku, liczba mieszkańców dzielnicy wynosiła 444531.